# Siganus canaliculatus

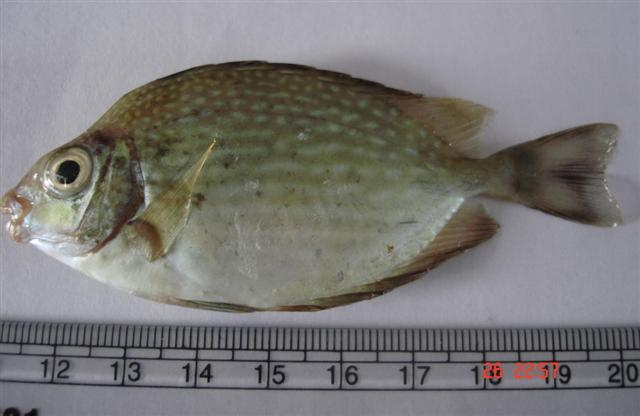
Siganus canaliculatus, 95 mm, India

Siganus canaliculatus es una especie de peces marinos de la familia Siganidae, orden Perciformes, suborden Acanthuroidei. 
Su nombre común es sigano pintado, y el más común en inglés es Whitespotted rabbitfish, o pez conejo moteado de blanco.

## Morfología
El cuerpo de los Siganidos es medianamente alto, muy comprimido lateralmente. Visto de perfil recuerda una elipse. La boca es terminal, muy pequeña, con mandíbulas no protráctiles. 
La coloración base de la cabeza, el cuerpo y las aletas, es gris plateado. Tanto la cabeza como el cuerpo están decorados con un moteado de puntos blancos espaciados. La parte superior de la cabeza, la nuca y la espalda tienen una mancha verde oliva a amarillenta. Cuando se camufla utiliza un patrón de puntos y manchas marrones y crema pálido.
Cuentan con 13 espinas y 10 radios blandos dorsales, precedidos por una espina corta saliente, a veces ligeramente sobresaliente, y otras totalmente oculta. La aleta anal cuenta con 7 fuertes espinas y 9 radios blandos. Las aletas pélvicas tienen 2 espinas, con 3 radios blandos entre ellas, característica única y distintiva de esta familia. Las espinas de las aletas tienen dos huecos laterales que contienen glándulas venenosas.
El tamaño máximo de longitud es de 30 cm, aunque el tamaño medio de adulto es de 20 cm.
Es muy parecido a S. fuscescens, pero se diferencia de él por tener el hocico más puntiagudo y la aletas pectorales más grandes. El patrón de coloración es similar al de S. fuscescens o S. argenteus.

## Reproducción
Alcanzan la madurez con 17 o 18 cm de longitud. Son ovíparos y de fertilización externa. Los huevos son esféricos, transparentes y adhesivos. El desove se produce al oscurecer, en los meses calurosos, coincidiendo con el ciclo lunar. Es un desovador múltiple, pudiendo los ejemplares mayores desovar más de una vez en la misma sesión de desove.
Poseen un estado larval planctónico, y desarrollan un estado postlarval, característico del suborden Acanthuroidei, llamado acronurus, en el que los individuos son transparentes, y se mantienen en estado pelágico durante un periodo extendido antes de establecerse en el hábitat definitivo, y adoptar entonces la forma y color de juveniles, para evolucionar a la de adultos.

## Alimentación
Son principalmente herbívoros. Progresan de alimentarse de fitoplancton y zooplancton, como larvas, a alimentarse de macroalgas, pastos marinos y pequeños invertebrados. Consumen algas de los géneros Enhalus, Enteromorpha, Eucheuma, Gracilaria o de la especie Hypnea spinella, así como pequeños crustáceos e invertebrados como Balanus amphitrite, Bugula neritina, gusanos poliquetos como Hydroides elegans, ofiuras como Ophiura kinbergii, o isópodos como Limnoria tripunctata.

## Hábitat y comportamiento
Habitan en aguas tropicales, asociados a arrecifes de coral, en grandes lagunas ricas en escombros con algas, arrecifes interiores y estuarios. También ocurren a varios kilómetros de la costa, en aguas claras y profundas. En contraste con S. fuscescens, soporta mejor aguas turbias en desembocaduras de ríos.
Los juveniles ocurren en escuelas muy grandes, en bahías soleadas, sobre camas de pastos marinos y corales. Según aumentan de tamaño, disminuye el número de individuos en los cardumenes, agrupándose los adultos en escuelas de unos 20 individuos.  
Son diurnos, y por la noche duermen en grietas, desarrollando una coloración específica de camuflaje, en tonos pardos, y apagando sus vivos colores, en un ejercicio de cripsis, que también desarrollan cuando están estresados.
Su rango de profundidad es entre 3 y 50 metros.
Son oceanódromos, lo que implica que realizan migraciones de más de 100 km, para desplazarse a las zonas de desove o alimentación, siendo estas migraciones periódicas y predecibles.

## Distribución geográfica
Estos peces se encuentran en el océano Pacífico oeste y en el Índico. Desde el golfo Pérsico hasta Nueva Caledonia. 
Está presente en Andamán, Arabia Saudí, Australia, Baréin, Birmania, Camboya, Chagos, China, Corea del Sur, Emiratos Árabes Unidos, Filipinas, Hong Kong, India, Indonesia, Irak, Japón, Kuwait, Malasia, Omán, Nueva Caledonia, Palaos, Papúa Nueva Guinea, islas Ryukyu, Singapur, Sri Lanka, Tailandia, Taiwán, Vietnam y Yemen.

## Galería

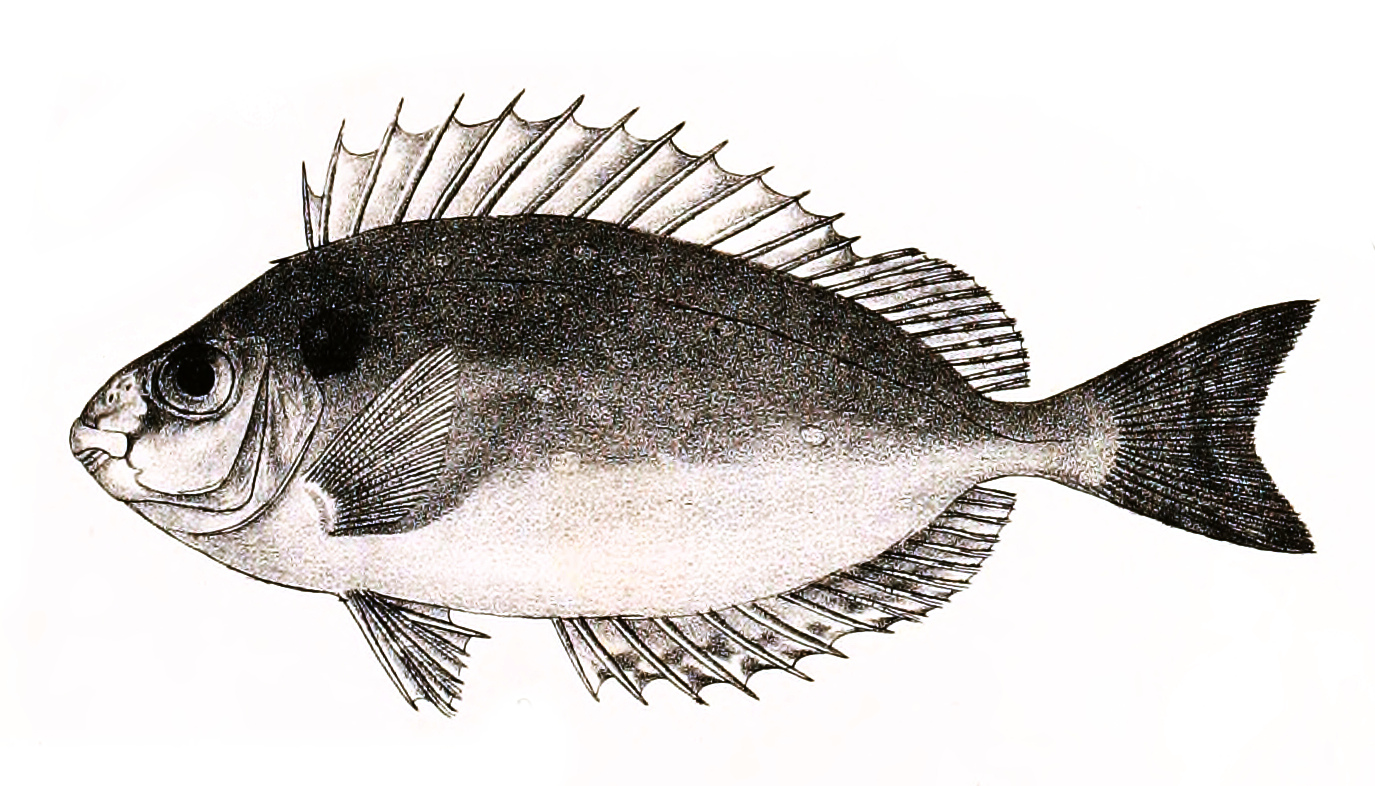
Ilustración de S. canaliculatus , George Henry Ford, 1878
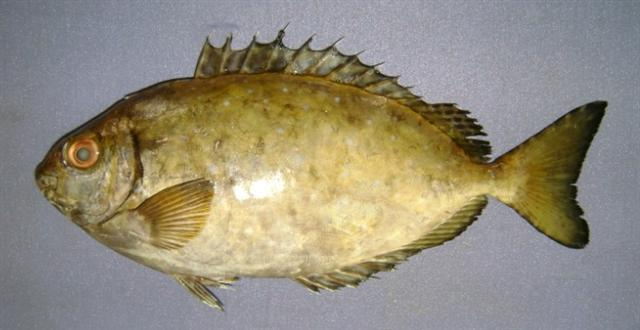
S. canaliculatus  en Karachi, Pakistán, 21 cm
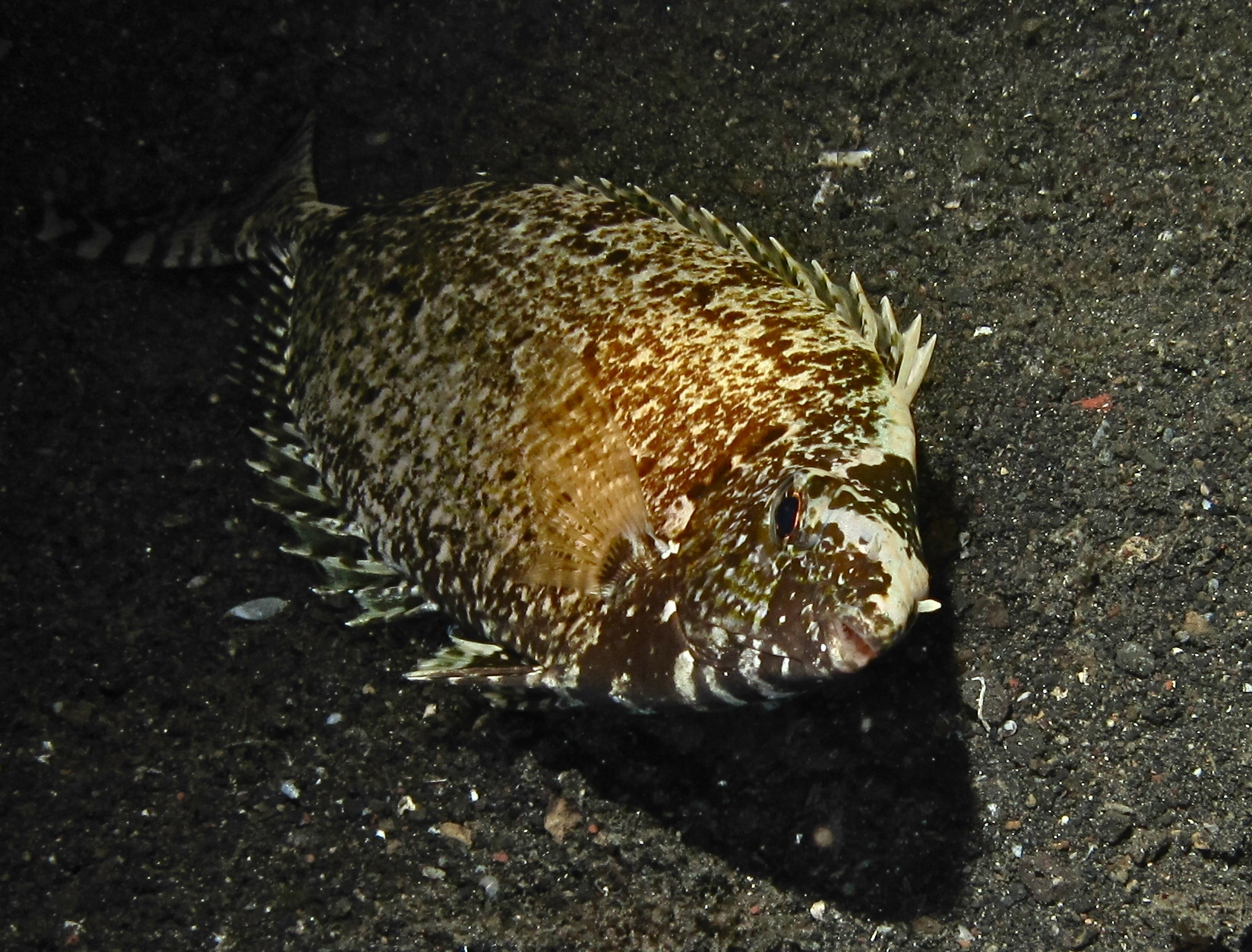
S. canaliculatus durmiendo en Jahir, Lembeh Strait, Sulawesi, Indonesia
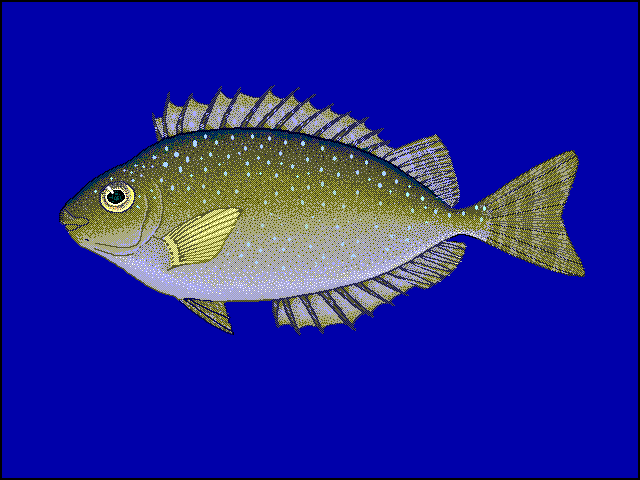
Ilustración de S. canaliculatus por  Robbie N. Cada, FishBase